# Monoculodes castalskii
Monoculodes castalskii är en kräftdjursart som beskrevs av Gurjanova 1951. Monoculodes castalskii ingår i släktet Monoculodes och familjen Oedicerotidae. Inga underarter finns listade i Catalogue of Life.